# Kościół Nawiedzenia Najświętszej Maryi Panny w Lubszy
Kościół Nawiedzenia Najświętszej Maryi Panny – kościół ewangelicki, obecnie rzymskokatolicki, w Lubszy, (powiat brzeski, województwo opolskie). Jest kościołem parafialnym Parafii Nawiedzenia Najświętszej Maryi Panny w Lubszy w dekanacie Brzeg północ, archidiecezji wrocławskiej.
21 stycznia 1966 roku, pod numerem 1076/66 kościół został wpisany do rejestru zabytków nieruchomych województwa opolskiego.

## Historia kościoła
W Lubszy już około roku 1707 istniał kościół katolicki, został on jednak zniszczony w 1945 roku przez wojska sowieckie. W latach 50. miejscowa ludność zaadaptowała istniejącą od 1822 roku świątynię ewangelicką. Jest to budowla murowana, jednonawowa, orientowana. Dach jest dwuspadowy, którego pokrywa ceramiczna dachówka. Wewnątrz strop jest płaski (wyremontowany został w roku 1983). Od strony zachodniej, między emporami usytuowany jest drewniany chór. Na uwagę zasługują ponadto: 
- chrzcielnica pochodząca z przełomu XV/XVI wieku,
- dwie figury drewniane świętych Piotra i Pawła.

W latach 1968–1969 zostały zamontowane dwa witraże, a w 1996 roku wyremontowano wieżę przykrywając ją miedzianą blachą.